# Щербани (Николаевская область)
Щербани — село, центр сельского совета в Вознесенском районе Николаевской области Украины.
Расположено на правом берегу реки Гнилой Еланец, в 45 км к востоку от районного центра и ближайшей железнодорожной станции Вознесенск на линии Колосовка — Помошная Одесской железной дороги. Население — 1712 человек. В сельсовет также входят сёла Новоукраинка, Троицкое, Шевченко .

## Известные жители и уроженцы
- Рябошапка, Николай Николаевич (1924—1987) — Герой Социалистического Труда.